# Wendeanlage

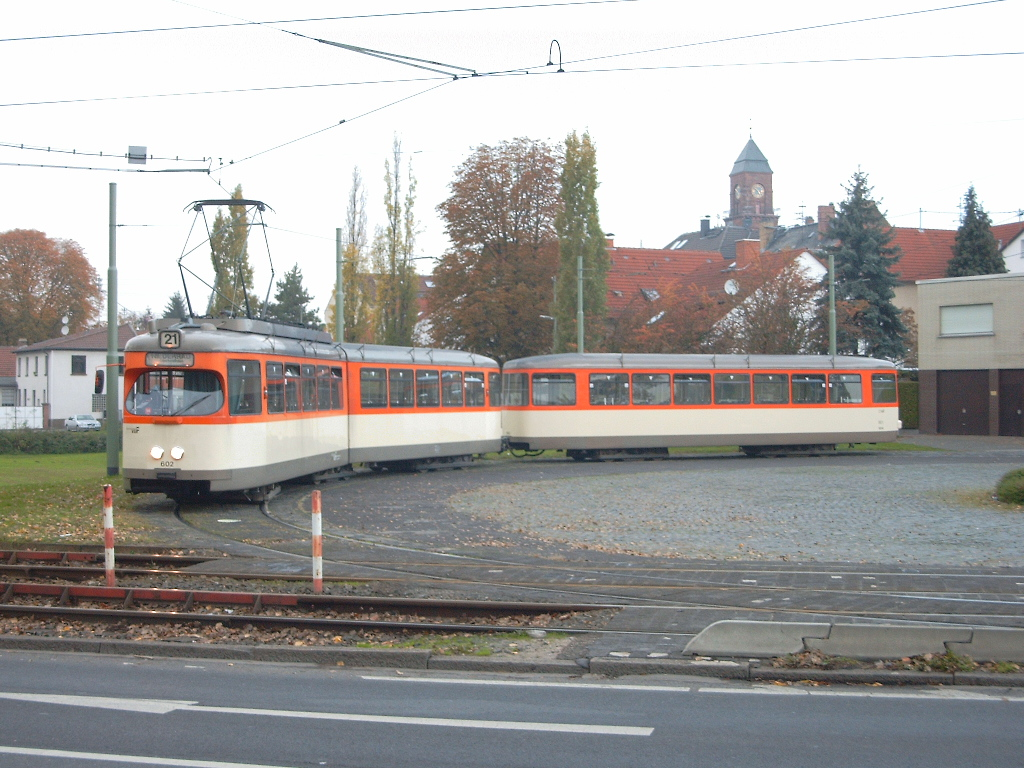
Wendeschleife der Straßenbahn Frankfurt am Main

Eine Wendeanlage oder Kehranlage ist eine Anlage im Bahnverkehr, die es einem Schienenfahrzeug ermöglicht, auf der Bahnstrecke, auf der es angekommen ist, wieder zurückzufahren. Dabei ist zu unterscheiden:
- Das Fahrzeug wird um 180° gewendet. Es ändert die auf sich selbst bezogene Fahrtrichtung nicht. Die dafür benutzten Anlagen sind Wendeschleifen, Gleisdreiecke oder seltene Gleisfünfecke. In vielen Straßenbahnnetzen sind Wendeschleifen zusammen mit Einrichtungsfahrzeugen Standard. Türen sind nur auf einer Seite erforderlich (bei Rechtsverkehr auf der rechten Seite), denn mit Vorteil für die Passagiere sind i. d. R. an den Haltestellen gegenüberliegende, je für eine der beiden Fahrtrichtungen vorgesehene Bahnsteige vorhanden.
- Das Fahrzeug wird nicht gewendet, sondern ändert die auf sich selbst bezogene Fahrtrichtung. Voraussetzung hierfür ist, dass Zweirichtungsfahrzeuge eingesetzt werden. Kam das Fahrzeug vorwärts an der Wendeanlage an, so fährt es rückwärts zurück, oder umgekehrt.[An 1] In Eisenbahn- sowie U- und Stadtbahnnetzen ist dieses Verfahren üblich. Dazu dienen ein- oder mehrgleisige Anordnungen von Stumpfgleisen oder Umsetzgleise. Ein Grenzfall sind Spitzkehren und Kopfbahnhöfe, an denen die Züge die Fahrtrichtung ändern, jedoch nicht (oder nicht notwendig), um die Strecke zurückzufahren. Die Zweirichtungsfahrzeuge sollen Türen an beiden Seiten haben, damit die zum Vorteil der Passagiere an den Haltestellen gegenüberliegend angebrachten, je für eine der beiden Fahrtrichtungen vorgesehenen Bahnsteige benutzt werden können.

## Beispiele

### Wendeanlage mit Abstellgleis

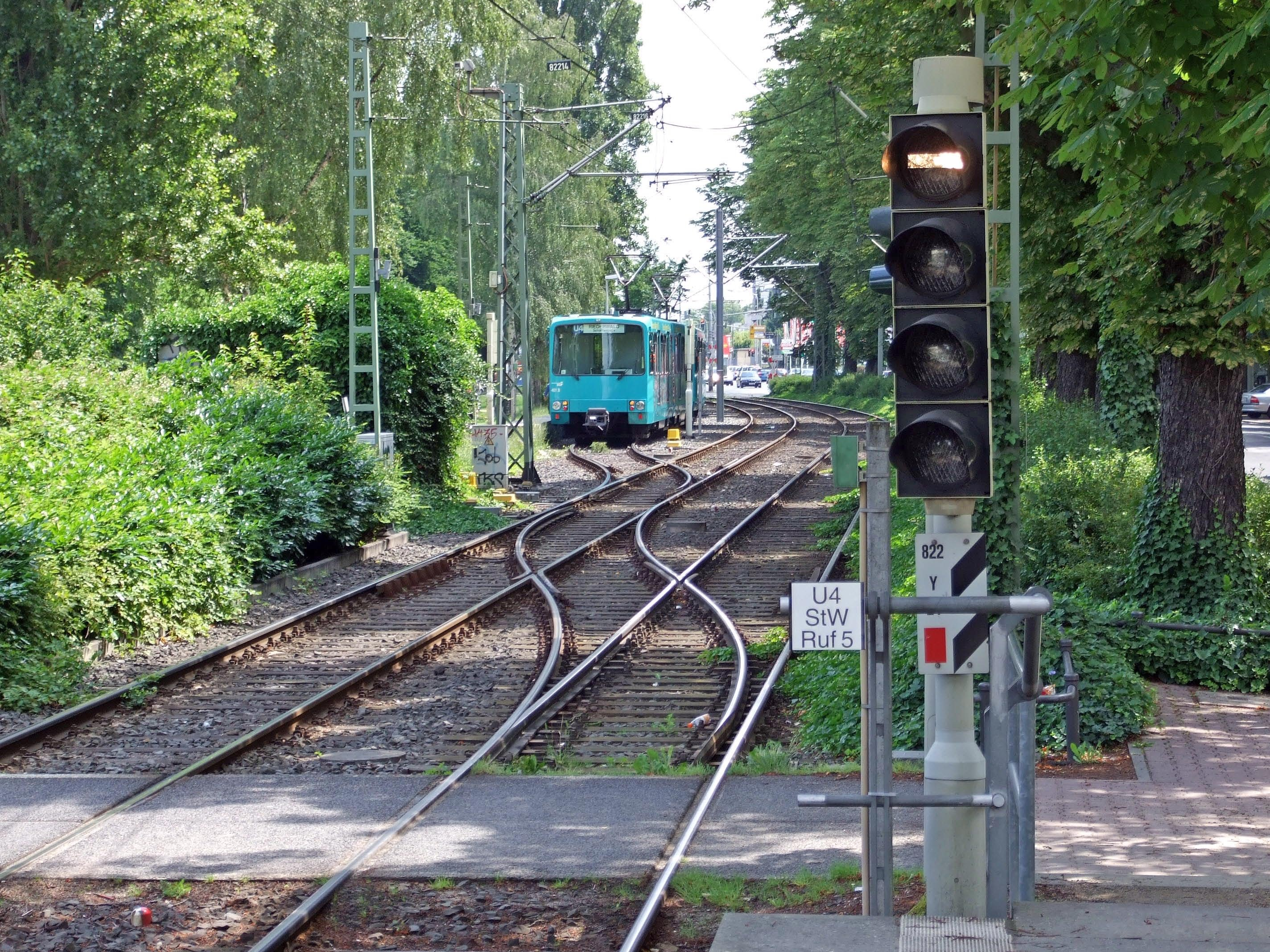
Aus Platzgründen außenliegendes Kehrgleis der Frankfurter U-Bahn

Kehranlage mit Abstellgleis und Gleiswechsel

Einfache Kehranlage mit Abstellgleis

Diese Kehranlagen gibt es sowohl an Streckenenden als auch in Unterwegsbahnhöfen. Der Zug fährt auf das Ankunftsgleis zum Ausstieg ein, fährt danach in die Kehranlage, der Fahrer wechselt den Führerstand, der Zug fährt über eine Weichenverbindung zum Abfahrtsgleis. Die mögliche Zugfolgezeit wird gegenüber dem Kehren am Bahnsteig verkürzt, während der Zeit, die der Triebwagenführer für den Führerstandswechsel benötigt, können auf den Bahnsteiggleisen weitere Züge verkehren. Bei Streckenendpunkten sind üblicherweise alle Kehrgleise von allen Bahnsteiggleisen erreichbar. Diese Art von Wendeanlage kommt in U-, S- und Stadtbahnnetzen vor. Auch außerhalb von Endbahnhöfen existieren Kehrgleise, sie können zwischen, bei Platzmangel auch neben den Streckengleisen liegen. In diesem Fall werden bei Fahrten in das Kehrgleis jedoch andere Fahrten auf beiden Streckengleisen beeinträchtigt.
Kehranlagen an Unterwegsbahnhöfen werden für Verstärkungsfahrten, bei Streckenunterbrechungen durch Störungen oder Bauarbeiten und als betriebliche Reserve benötigt. In vielen Betrieben dienen sie auch als Abstellmöglichkeit in der nächtlichen Betriebspause. Sie entstehen auch, wenn eine Strecke verlängert wird. Dann ist es oftmals zweckmäßig, die direkten Verbindungen zwischen den Streckengleisen zur Verschleißminderung auszubauen. Bei Anlagen, die auf besonders hohe Leistungen ausgelegt sind, werden für aus- und einsetzende Züge auch zusätzliche Bahnsteige eingerichtet. Ein Beispiel dafür ist der Berliner Nordbahnhof.

### Gleiswechsel

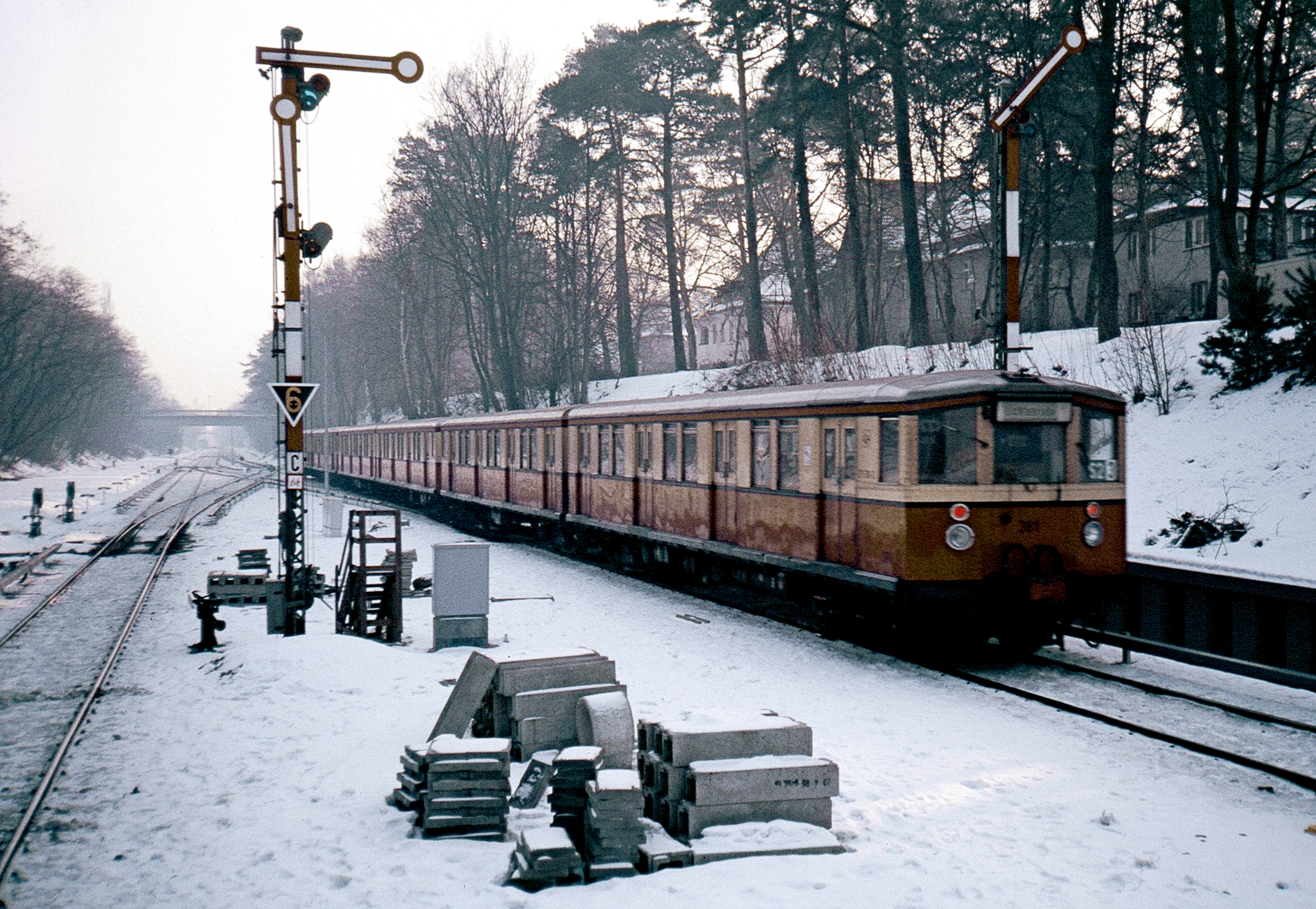
Doppelte Gleisverbindung mit zusätzlicher Steilkreuzung im Bahnhof Berlin-Frohnau, 1987

Doppelter Gleiswechsel (Weichentrapez)

Einfacher Gleiswechsel

In U-, S-, Stadtbahn- und einigen Straßenbahnnetzen werden zum sogenannten Kurzkehren auch Gleiswechsel vor der Endhaltestelle oder Zwischenwendestationen eingesetzt – so zum Beispiel bei der Stadtbahn Stuttgart. Der Zug fährt auf ein beliebiges Gleis ein, der Fahrer wechselt am Bahnsteig den Führerstand und die Rückfahrt in die entgegengesetzte Richtung kann beginnen. Dann fährt er über zwei Weichen auf das richtige Gleis. Während der Wendezeit ist das Bahnsteiggleis jedoch belegt, bei dichter Zugfolge ist das Wenden am Bahnsteig eines Unterwegsbahnhofes nicht praktikabel. Deshalb werden derartige Gleiswechsel auch »Notkehranlage« genannt. Doppelte Gleiswechsel gibt es als Weichentrapez sowie als doppelte Gleisverbindung mit einer zusätzlichen Steilkreuzung, wobei die erste Variante kostengünstiger, die zweite platzsparender ist. Bei Platzmangel wenden die Züge auch dauerhaft am Bahnsteig, wie beispielsweise im Berliner U-Bahnhof Ruhleben. Bei einem Inselbahnsteig ist das für die Fahrgäste unproblematisch. Ein Beispiel in einem klassischen Straßenbahnnetz ist die Endstelle Göttinger Bogen in Halle-Neustadt.

## Bilder

Kehranlagen für Wendezüge
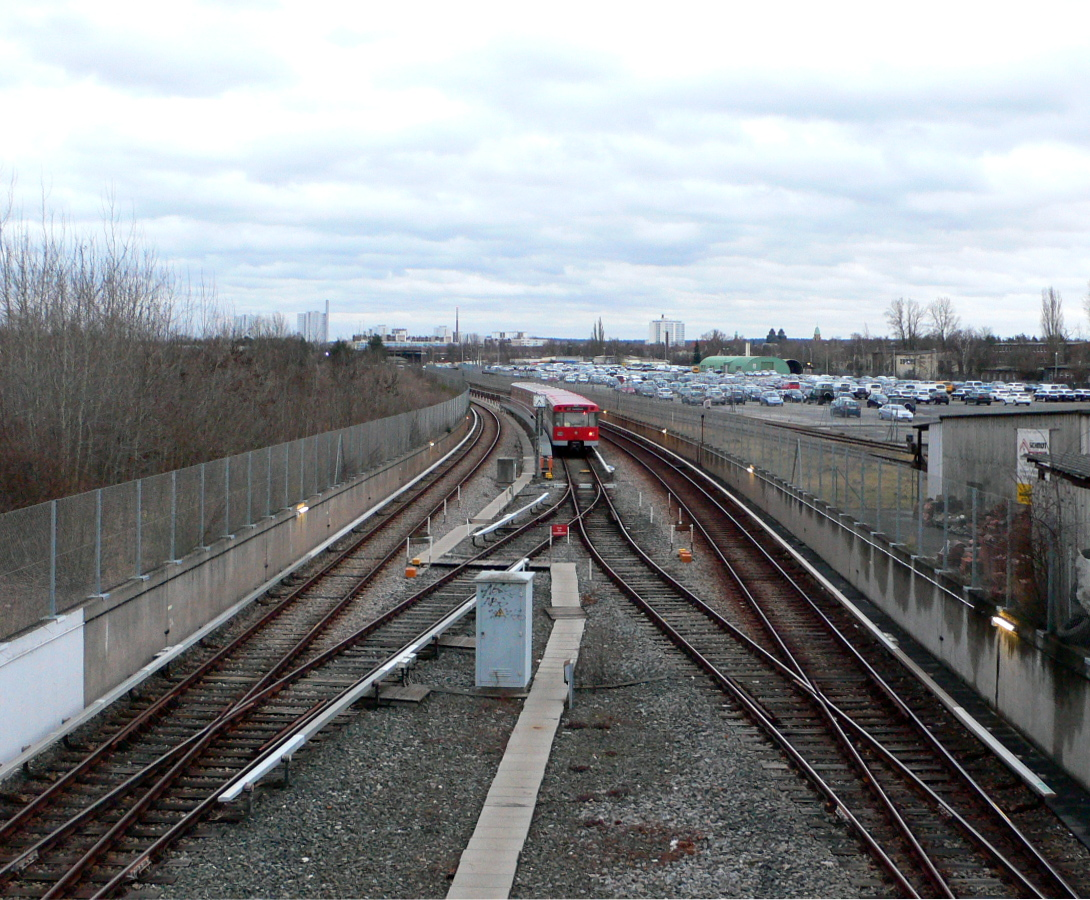
Abstell- und Kehranlage am Nürnberger U-Bahnhof Hasenbuck, 2008
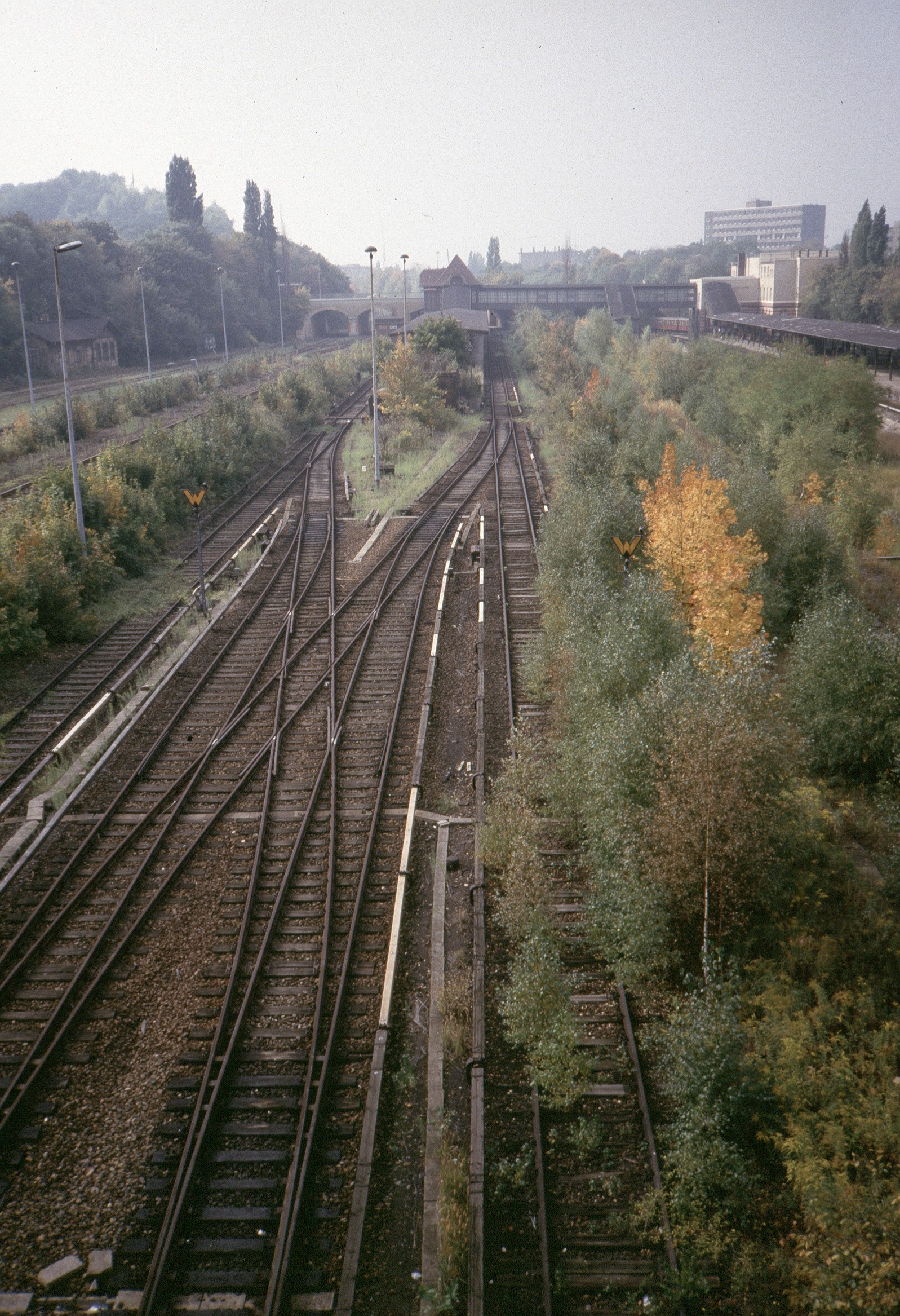
Zweigleisige Kehranlage der Ringbahn im Bahnhof Berlin Gesundbrunnen, 1986
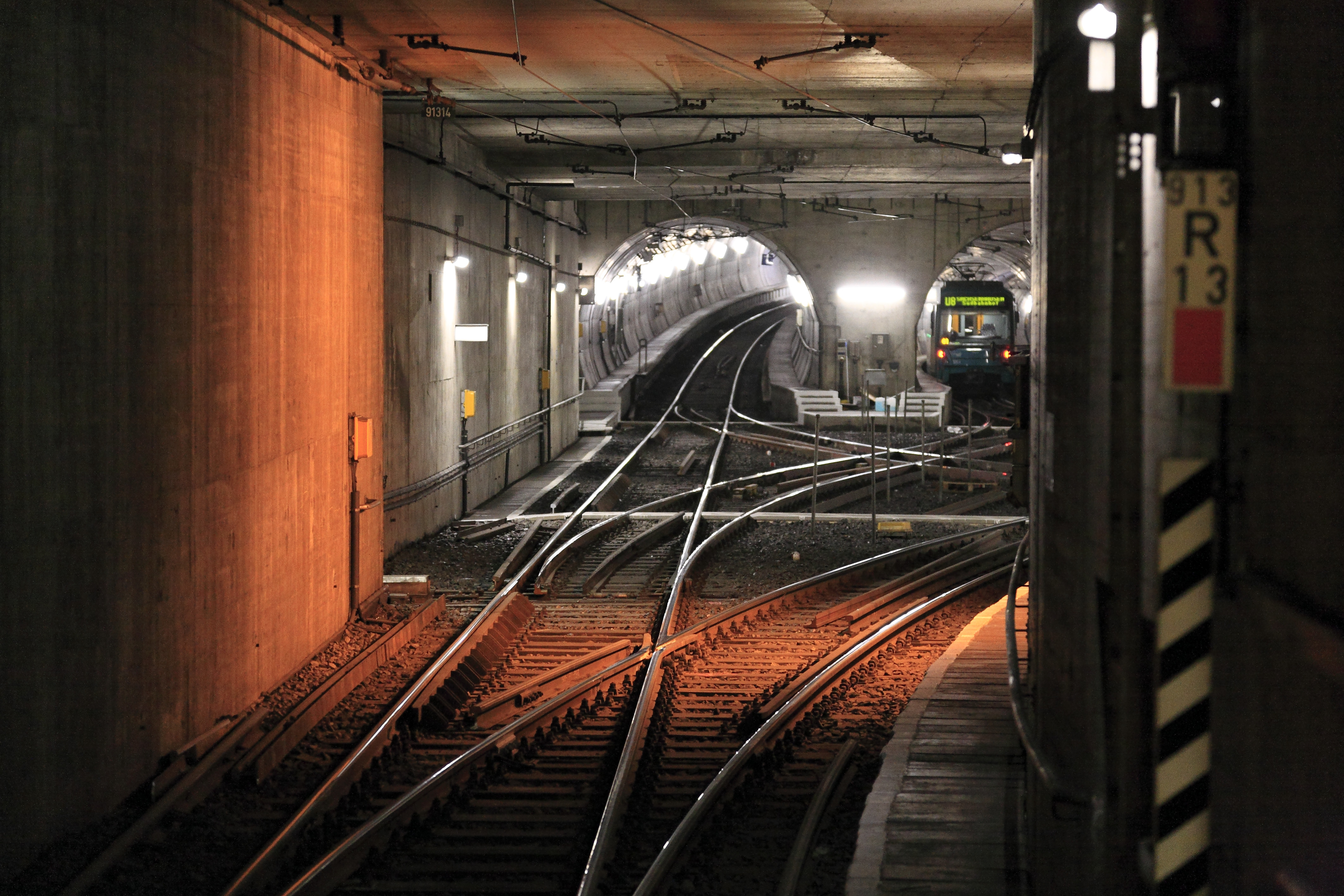
Dreigleisige Kehranlage der Grundstrecke A der U-Bahn Frankfurt (M) im Bahnhof Frankfurt (M) Süd. Die äußeren Gleise (im Bild das linke) sind für eine Streckenverlängerung vorbereitet

Gleisdreieck und Gleisfünfeck
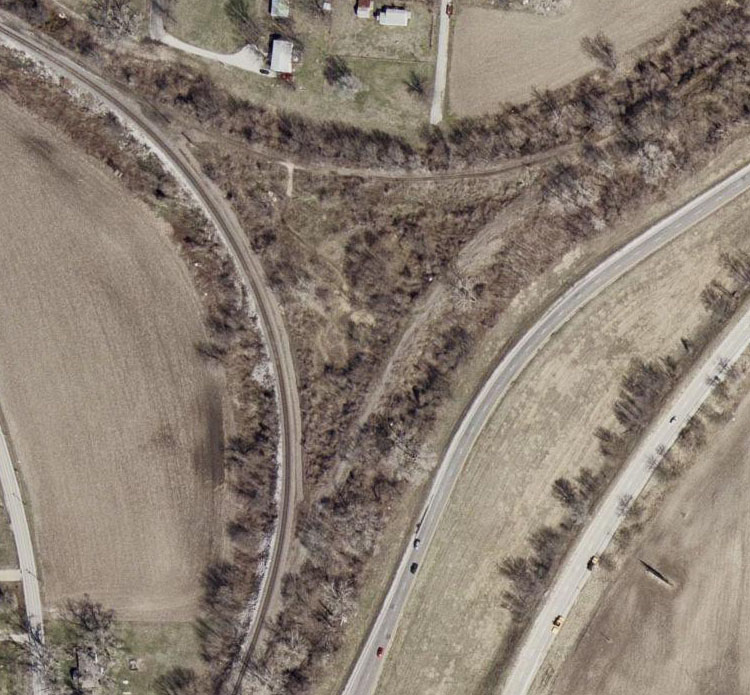
Teilweise abgebautes Gleisdreieck in Missouri, USA
Schema eines Gleisfünfecks (Ecken 4 u. 5 im mittleren Gleis oben)
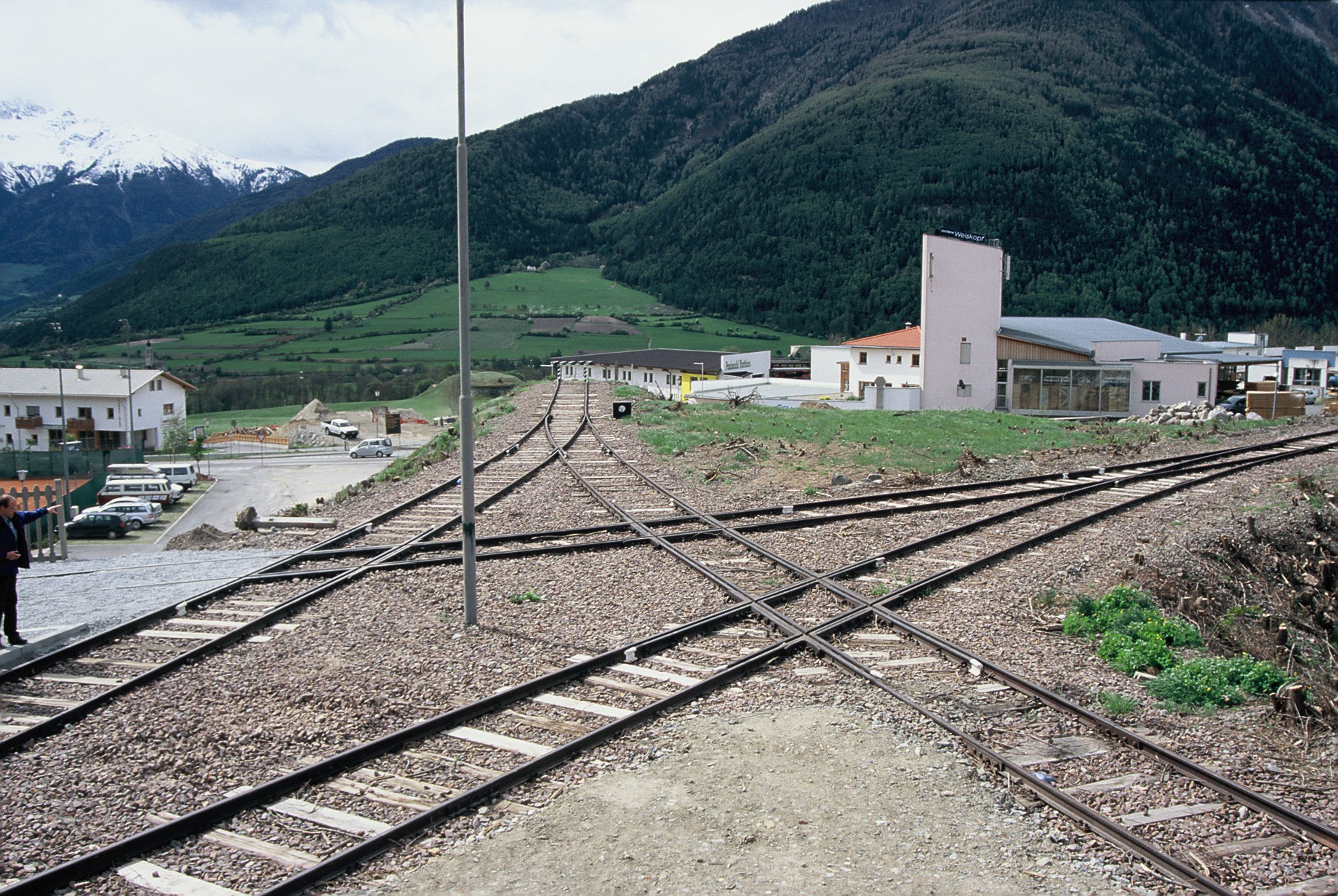
Wendestern (Gleisfünfeck) im Bahnhof Mals (Vinschgau) (sichtbar sind drei Ecken)

## Anmerkung
1. ↑  Bei Zweirichtungsfahrzeugen werden anstatt „vorne“ und „hinten“ häufig die Begriffe „Führerstand 1“ und „Führerstand 2“ gebraucht, und die Fahrtrichtung wird auf den jeweiligen Führerstand bezogen angegeben.